# Perdasdefogu
Perdasdefogu (in sardo, "pietre da fuoco"; nella variante locale anche Foghesu, toponimo adottato in via ufficiale dal Comune, in aggiunta al primo) è un comune italiano di 1 699 abitanti situato nella provincia dell'Ogliastra a 599 m s.l.m.
Nel suo territorio ha sede il Poligono sperimentale e di addestramento interforze di Salto di Quirra.

## Origini del nome
Perdasdefogu è una parola composta, perdas de fogu, che in lingua sarda significa "pietre da fuoco". Il riferimento è alle pietre calcaree utilizzate per le fornaci per la produzione di calce.
Gli abitanti, nella loro variante della lingua sarda, chiamano il centro abitato con il nome Foghesu, aggettivo riferito a fogu (il fuoco) che significa fornace. Da quest'ultimo deriva il nome degli abitanti stessi, per i quali si usano i termini foghesu (masch. sing.), foghesa (femm. sing.), foghesus (masch. plur.) e foghesas (femm. plur.).
Gli stessi abitanti, in italiano, si chiamano foghesi o foghesini.

## Storia
L'area fu abitata già in epoca prenuragica e nuragica per la presenza nel territorio di alcuni nuraghi, e di varie testimonianze archeologiche.
Nel Medioevo appartenne al giudicato di Cagliari e fece parte della curatoria del Sarrabus. Alla caduta del giudicato (1258) passò sotto il dominio pisano e successivamente (1323) sotto il dominio aragonese. Nel 1363 il re d'Aragona Pietro IV il Cerimonioso incorporò il paese nella contea di Quirra, data in feudo a Berengario Carroz. Nel 1603 la contea fu trasformata in marchesato, feudo prima dei Centelles e poi degli Osorio de la Cueva, ai quali fu riscattato nel 1839 con la soppressione del sistema feudale.

### Simboli
Lo stemma e il gonfalone del comune di Perdasdefogu sono stati concessi con decreto del presidente della Repubblica del 22 aprile 2008.
Il gonfalone è un drappo di bianco con la bordatura di azzurro.

## Monumenti e luoghi d'interesse

### Luoghi di interesse naturalistico
Dalla scuola di speleologia del Gruppo Grotte Ogliastra è possibile visitare la diaclasi di "Is Tapparas" che dà il nome al Centro di educazione ambientale Sostenibile (CEAS) del nodo provinciale Infea gestito dal Gruppo Grotte Ogliastra per conto del comune.
Nei locali della sede sociale e del Ceas è visitabile una mostra permanente su: fauna sarda , minerali, fossili, insetti, rocce, conchiglie ed elaborazioni artistiche provenienti dal 1º simposio internazionale sulla ceramica.
Nel territorio sono presenti le grotte di Is Angurtidorgius.

## Società

### Evoluzione demografica
Abitanti censiti

#### Longevità
Il paese, insieme a quelli di Arzana e Villagrande Strisaili della zona ogliastrina, vanta numerosi casi di longevità tra i suoi abitanti, con un numero elevato di ultranovantenni.
Emblematico è il fatto che la famiglia più longeva al mondo provenga da questo comune: la capostipite Consola Melis nel 2014 ha raggiunto i 107 anni seguita da 8 fratelli ultranovantenni e ultraottantenni per un totale di 828 anni, anche la sorella Claudia ha compiuto nel 2014 101 anni.
Nel 2021 grazie agli 8 centenari su 1 740 abitanti presenti nel paese, Perdasdefogu detiene un nuovo record, il paese più longevo d'Italia.
Nel 2022 agli otto centenari se ne aggiunto un altro, raggiungendo un nuovo Guinness World Record, che fa di Perdasdefogu il "Paese più longevo del mondo".

### Lingue e dialetti
Accanto all'italiano, a Perdasdefogu si parla il sardo nella variante del campidanese ogliastrino.

### Tradizioni e folclore

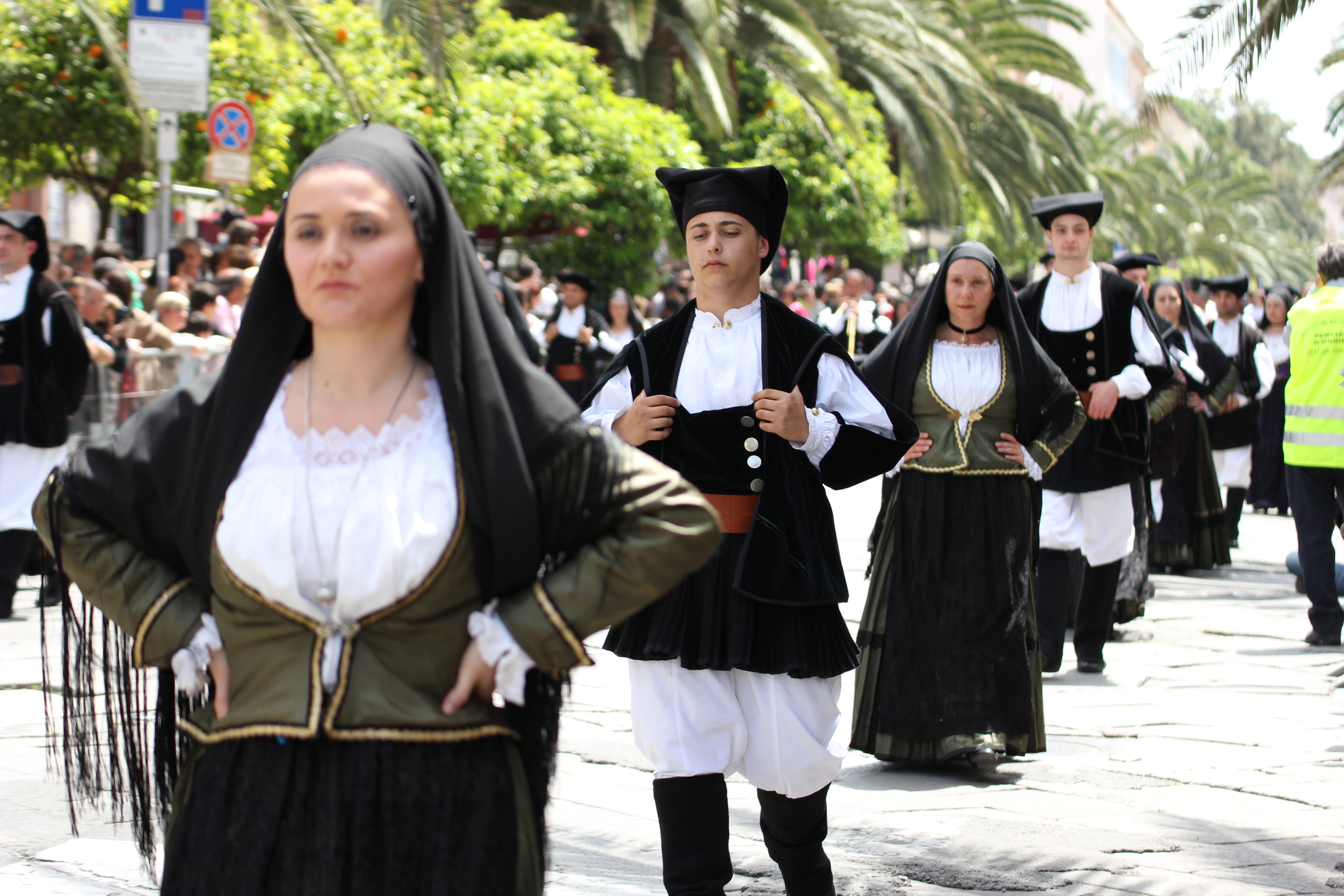
Abiti tradizionali

Il costume di Perdasdefogu, sia maschile che femminile, è stato ricostruito prendendo a modello gli ultimi esemplari rimasti che risalgono alla fine dell'Ottocento e ai primi del Novecento; è dunque una riproduzione fedele di quelli indossati in passato dai foghesini, e utilizzata oggi dai membri del gruppo folk Pro Loco "Silvana Coni". I colori dei tessuti ricordano quelli della campagna che circonda il paese; lo scialle del costume femminile è pazientemente ricamato a mano e la gonna è finemente pieghettata. Un particolare risalto all'abito maschile, viene dato da un grande mantello in orbace (Su Saccu 'e coddusu) riportato alla luce nell'inverno 2010. Il repertorio musicale ripropone quelli che sono gli aspetti del mondo agricolo, pastorale, tipici dell'Ogliastra, così come sono stati tramandati dagli anziani.

## Geografia antropica

### Rioni
Nomi di alcuni rioni e località di Perdasdefogu:
Piss'e Taccu, S'Argidda, Perd'e Palassiu, Sa Mura Gessa, S'Antonalai, S'Orgioledda, Su Cuccuru 'e sa Furca, Is Orgiolas, Su Mont' 'e s'Argidda, Sa Serra, Maraidda, Santu Serbestianu, Sant'Arbara, Su Cungiau de is Morus, Frummini, Funtana 'e Mariarraspa, Abbamessi, Su Runcu, Su Tacch'e s'Olu, il Nuraghe S'Omu è S'Orku Tueri, Martinusala, Sa peddi e cani, Tueri, Arruin'e puligi, Fumia, Is Crabiolusu,  s'Arcu e is Passus, Cumina Trinta, Secca e sa Corti, Secca e Senessargius, Suttresera, Perdenigola, Sa Tanca e Brennau,

## Amministrazione
| Periodo          | Periodo          | Primo cittadino      | Partito                                 | Carica  | Note   |
| ---------------- | ---------------- | -------------------- | --------------------------------------- | ------- | ------ |
| 21 novembre 1993 | 16 novembre 1997 | Walter Carta         | lista civica                            | Sindaco | [ 12 ] |
| 16 novembre 1997 | 26 maggio 2002   | Walter Carta         | lista civica                            | Sindaco | [ 13 ] |
| 26 maggio 2002   | 27 maggio 2007   | Walter Vittorio Mura | liste civiche di centro-sinistra        | Sindaco | [ 14 ] |
| 27 maggio 2007   | 10 giugno 2012   | Walter Vittorio Mura | lista civica                            | Sindaco | [ 15 ] |
| 10 giugno 2012   | 11 giugno 2017   | Mariano Carta        | lista civica "Libera Mente per Foghesu" | Sindaco | [ 16 ] |
| 11 giugno 2017   | 13 giugno 2022   | Mariano Carta        | lista civica "Lavoriamo per Foghesu"    | Sindaco | [ 17 ] |
| 13 giugno 2022   | in carica        | Bruno Chillotti      | lista civica "Foghesu 4.0"              | Sindaco | [ 18 ] |

## Sport
Attiva nel comune la squadra di calcio S.S. Perdasdefogu. Nata nel 1969, ha come colori sociali sono il bianco ed il celeste.
La Società Sportiva Taekwondo Sport Perdasdefogu è nata nel 1987. Con oltre 20 medaglie conquistate a livello Nazionale, nel 2009 ha conquistato una medaglia di bronzo ai campionati Italiani con Giacomo Lai nella categoria -55 kg.